# Classe caractéristique
Une classe caractéristique est un objet mathématique défini et étudié notamment en topologie algébrique et en K-théorie, afin de différencier les fibrés vectoriels. De telles classes sont aujourd'hui comprises comme des invariants cohomologiques.

## Motivation
La notion de classe caractéristique répond à une tentative de classification. Plus précisément, si {\displaystyle \pi :E\rightarrow B} est un fibré vectoriel, une classe caractéristique de {\displaystyle \pi } est une classe {\displaystyle c(\pi )} dans la cohomologie de la base {\displaystyle B} qui vérifie la condition suivante, dite de compatibilité : pour toute application continue {\displaystyle f:B'\rightarrow B}, on a
{\displaystyle c(f^{*}(\pi ))=f^{*}(c(\pi ))}
où {\displaystyle f^{*}(\pi )} est le fibré vectoriel induit sur {\displaystyle B'} par {\displaystyle f}.

## Histoire
La théorie des classes caractéristique trouve ses racines dans la « théorie de l'obstruction ». En 1935, Eduard Stiefel soutient sa thèse de doctorat, réalisé sous la direction de Heinz Hopf, où il étudie les classes d'homologie « caractéristiques » déterminées par le fibré tangent d'une variété lisse.
Indépendamment, Hassler Whitney étudie les fibrés de sphères et développe le langage de la cohomologie, dans lequel il exprime la notion de classe de cohomologie caractéristique, qui sera ensuite appelée classe de Stiefel-Whitney.
En 1942, Lev Pontryagin étudie l'homologie des variétés grassmanniennes au moyen de décompositions cellulaires, ce qui l'amène à proposer une nouvelle notion de classe caractéristique, appelée aujourd'hui classe de Pontryagin.
En 1946, Shiing-Shen Chern donne une définition de classes pour les fibrés vectoriels complexes, montrant notamment que les variétés grassmanniennes complexes ont une structure cohomologique plus simple que celles des variétés réelles, et donne lieu à la théorie des classes de Chern.
En 1952, René Thom introduit la notion de classe d'Euler pour un fibré vectoriel réel orienté, qui généralise la caractéristique d'Euler, en ceci que la classe d'Euler du fibré tangent d'une variété est sa caractéristique d'Euler.

## Exemples
- Classe de Chern pour les fibrés vectoriels complexes
- Classe d'Euler
- Classe de Pontryagin pour les fibrés réels (elles sont construites à partir des classes de Chern du fibré complexifié)
- Classe de Segre (en)
- Classe de Stiefel-Whitney pour les fibrés vectoriels réels